# Theodórosz (ellenpápa)
Theodórosz (Theodorus), (? – 692) volt a történelem 8. ellenpápája. Életéről és pályájáról keveset tudunk, még születésének időpontja sem maradt fenn az utókor számára. Hivatalosan 687-ben lépett fel ellenpápaként.
Amikor V. János pápa 686 augusztusában meghalt, a pápaválasztó zsinaton a választásra jogosultak két táborra szakadtak. Az egyik a klérus, a másik a római hadsereg pártja volt. Theodóroszt a sereg támogatta, azonban a viták során hamarosan megegyezett a két párt Konon személyében. Theodórosz egy ideig el lett felejtve, azonban senki nem láthatta előre, hogy a pápa egy éven belül meg fog halni. A pápaválasztó zsinatnak így hamarosan újra össze kellett ülnie. Ekkor Theodórosz elérkezettnek látta az időt, és jelentkezett a zsinat előtt, mint Szent Péter trónjának jogos várományosa. De az egyik archidiakónus, Paszkál úgy gondolta, hogy ő sokkal alkalmasabb a pápai trónra, mint Theodórosz, ezért a ravennai exarchához fordult segítségért. Miután Paszkál megvesztegette az exarchát, az elismerte Paszkál jogát a trónra. Theodórosz felismerte a veszélyt, ezért híveivel elfoglalta a Laterán belső helyiségeit. Paszkál csak később érkezett meg Rómába, így az exarcha embereivel a Laterán külső termeit foglalhatta el. 
Eközben a pápaválasztó zsinat még mindig tartott, és látva a két jelölt vad versengését, a zsinat egy harmadik személyben, Szergiuszban egyezett meg. A hivatalosan megválasztott új egyházfő nagy tiszteletnek örvendett a városban, és a rómaiak azonnal melléálltak, és kisöpörték a két ellenpápát a Lateránból. Theodórosz elfogadta a zsinat döntését, és elismerte Szergiusz pápaságát. Ezzel lemondott minden jogáról, ami a pápai trónhoz kötötte. 